# Rio 2 – Dschungelfieber
Rio 2 – Dschungelfieber ist ein US-amerikanischer animierter Familienfilm in 3D der Blue Sky Studios und wurde in Koproduktion mit 20th Century Fox unter der Regie von Carlos Saldanha produziert. Der Film ist die Fortsetzung von Rio und damit bei Blue Sky Studios die erste Fortsetzung eines Animationsfilms außerhalb der Ice-Age-Reihe. Die aus dem ersten Film Rio bekannten Aras Blu und Jewel leben mit ihrem Nachwuchs in Rio de Janeiro und erleben im Regenwald am Amazonas Abenteuer.

## Handlung
Das Spixaras-Pärchen Blu und Jewel und ihre Kinder sehen die Forscher Linda und Tulio im Fernsehen, die am Amazonas Spixaras aufspüren wollen. Fasziniert von der Idee, Artgenossen zu finden, macht sich die Papageien-Familie auf den Weg von Rio bis zum Amazonas-Regenwald. Aber auch Nigel, Blus alter Feind, folgt ihnen. Sie finden schließlich eine große Kolonie mit Spixaras im Dschungel, und Jewel kann sogar ihren Vater wieder in die Arme schließen. Blu versucht sich in der neuen Gemeinschaft zurechtzufinden, doch tut er sich mit Jewels herrischem Vater schwer, wie auch mit dem Traumschwiegersohn Roberto, der an Jewel interessiert scheint. Bei einem wichtigen Fußballspiel versucht Blu aufzutrumpfen, doch er verliert das Spiel aufgrund eines Eigentores.
Nicht weit entfernt findet illegaler Holzeinschlag statt. Nun kann Blu, der mit Menschen vertraut ist, zeigen, was er kann. Die Papageien formieren sich und können mit zahlreichen Ideen die Menschen von der Vernichtung des Areals abhalten. Zum Ende feiern die Spixaras ein großes Fest mit zahlreichen Gesangs- und Tanzeinlagen. Die Forscher Linda und Tulio konnten helfen, das Gelände zum Naturschutzgebiet zu erklären und bringen den kauzigen Kakadu Nigel als Studienobjekt mit nach Hause.

## Synchronisation
Die deutsche Synchronisation übernahm diesmal die FFS Film- & Fernseh-Synchron GmbH in Berlin. Dialogregie führte wieder Frank Schaff, das Dialogbuch fertigte wieder Klaus Bickert an.
Bei den Hauptfiguren waren dieselben Stimmen wie im Vorgängerfilm zu hören.

### Menschen
| Rolle                 | Originalsprecher | Deutscher Sprecher |
| --------------------- | ---------------- | ------------------ |
| Linda                 | Leslie Mann      | Kaya Marie Möller  |
| Tulio                 | Rodrigo Santoro  | Alexander Doering  |
| Big Boss              | Miguel Ferrer    | Reiner Schöne      |
| Nachrichtensprecherin | Natalie Morales  | Nana Spier         |
| Straßenverkäufer      | Sérgio Mendes    | Marcel Collé       |

### Tiere
| Rolle   | Tier             | Originalsprecher  | Deutscher Sprecher |
| ------- | ---------------- | ----------------- | ------------------ |
| Blu     | Spixara          | Jesse Eisenberg   | David Kross        |
| Jewel   | Spixara          | Anne Hathaway     | Johanna Klum       |
| Rafael  | Riesentukan      | George Lopez      | Roberto Blanco     |
| Nigel   | Gelbhaubenkakadu | Jemaine Clement   | Christian Brückner |
| Nico    | Gelbbauchgirlitz | Jamie Foxx        | Mr. Reedoo         |
| Pedro   | Graukardinal     | Will.i.am         | Itchyban           |
| Eduardo | Spixara          | Andy García       | Walter von Hauff   |
| Tiago   | Spixara          | Pierce Gagnon     | Pablo Ribet-Buse   |
| Bia     | Spixara          | Amandla Stenberg  | Léa Mariage        |
| Carla   | Spixara          | Rachel Crow       | Luisa Wietzorek    |
| Roberto | Spixara          | Bruno Mars        | Leonhard Mahlich   |
| Gabi    | Pfeilgiftfrosch  | Kristin Chenoweth | Annett Louisan     |
| Mimi    | Spixara          | Rita Moreno       | Isabella Grothe    |
| Luiz    | Bulldogge        | Tracy Morgan      | Dennis Schmidt-Foß |

## Hintergrund
In der Originalfassung leihen den Aras unter anderem Anne Hathaway und Jesse Eisenberg ihre Stimmen. Die internationale Premiere von Rio 2 war am 20. März 2014. Der Film war die letzte Arbeit des Drehbuchautors Don Rhymer, der am 28. November 2012 verstarb. Erstmals erwähnt wurde die Fortsetzung von Rio im Januar 2012 von Sérgio Mendes, der kurz zuvor eine Oscarnominierung für den Song Real in Rio erhalten hatte.

## Musik
Der Soundtrack zu Rio 2 – Dschungelfieber beinhaltet unter anderem Musik von Janelle Monáe und Bruno Mars.

## Marketing
Im Zusammenhang mit dem Filmstart wurden 2014 vier neue Episoden von Angry Birds Rio veröffentlicht.

## Rezeption
Die Filmkritik von kino.de fällt in Summe positiv aus. Besonders gelobt wird die Grafik von Rio 2, der Dschungel als Haupthandlungsort ermögliche ein „rauschhaftes Fest der Farben“. Auch die Anzahl der Gags sei sehr hoch, wie beispielsweise die Szenen mit dem Shakespeare zitierenden Kakadu Nigel. Jedoch sei manches nicht neu, sondern aus anderen Filmen entliehen, so erinnere die Problematik zwischen Blu und Eduardo an Meine Braut, ihr Vater und ich. Die Ökobotschaft von Rio 2 wirke leicht aufgesetzt.
Kritikpunkte, die auch Filmstarts-Rezensent Andreas Staben teilt. Darüber hinaus beurteilt er Rio 2 als etwas zu hektisch und überladen. Sein Fazit lautet, der Film habe „für Auge und Ohr viel zu bieten, doch neben fast jedem gelungenen Gag und jeder mitreißenden Musiknummer steht eine überflüssige Nebenhandlung und eine ins Leere laufende Anspielung.“

## Nominierungen
Nickelodeon Kids’ Choice Awards 2015
- Nominiert als Lieblings-Animationsfilm